# 1995 en France
Chronologie de la France
- 1991
- 1992
- 1993
- 1994
- 1995
- 1996
- 1997
- 1998
- 1999

Cet article présente les faits marquants de l'année 1995 en France.

## Événements

### Janvier
- 1er janvier-30 juin : la France prend la présidence du Conseil de l'Union européenne[1]. L'Espagne lui succède pour le second semestre 1995.
- 12 janvier : inauguration de la Cité de la musique dans le parc de la Villette, à Paris[2].
- 13 janvier : Mgr Gaillot, est relevé du gouvernement pastoral du diocèse d'Évreux et  nommé évêque in partibus de Partenia[3] (diocèse disparu depuis 1 500 ans, situé dans l'actuelle Algérie, à proximité de Sétif).
- 18 janvier : Édouard Balladur annonce sa candidature à l'élection présidentielle[4].
- 19 janvier : le Conseil constitutionnel rend une décision dans laquelle il qualifie le droit à un logement décent « d'objectif à valeur constitutionnelle »[5].
- 20 janvier : inauguration du Pont de Normandie[6].

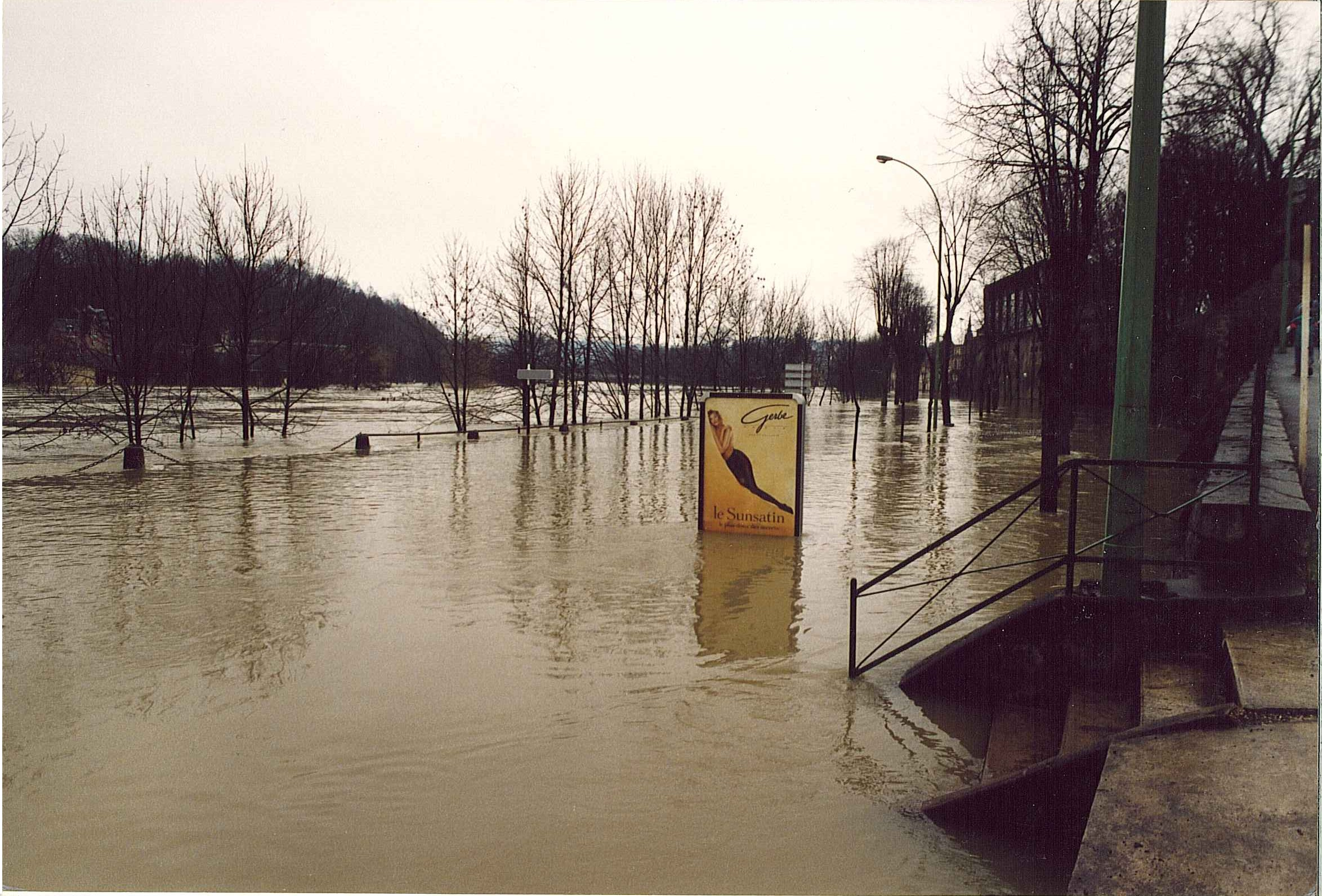
La place des Droits de l'Homme à Charleville-Mézières pendant les inondations de 1995.

- 21-29 janvier : crue de la Meuse à Charleville-Mézières[7].

### Février
- 1er-13 février : manifestations des étudiants des IUT contre la circulaire Bardet bloquant la mobilité[8].
- 3 février :
  - lors d'une interview, François Mitterrand suggère une médiation sur la crise algérienne avec les pays membres de l'UE. Le pays connait alors une guerre civile opposant l'armée algérienne aux milices islamistes[9]. Tollé dans les milieux proches du pouvoir algérien[10].
  - Lionel Jospin est désigné candidat par les adhérents du parti socialiste à l'élection présidentielle face à Henri Emmanuelli[4].
- 10 février : le ministre de l'Intérieur Charles Pasqua réclame l'expulsion de cinq agents de la CIA accusés d'espionnage économique[11].
- 21 février : meurtre d'Ibrahim Ali, un Français d’origine comorienne âgé de 17 ans, par un militant du Front national Robert Lagier  à Marseille[12].
- 23 février : Roland Dumas est nommé Président du Conseil constitutionnel[4].
- 27 février - 20 mars : grève des fonctionnaires corses[4].

### Mars
- 10 mars : signature du traité de Bayonne entre la France et l'Espagne, relatif à la coopération transfrontalière entre collectivités territoriales[13].
- 26 mars : entrée en vigueur des Accords de Schengen, ouverture des frontières, abolition des barrières douanières[4].
- 30 mars : inauguration de la Bibliothèque nationale de France (BNF) - site François Mitterrand, conçue par l'architecte Dominique Perrault dans le XIIIe arrondissement (quartier Tolbiac) à Paris[14]. Le bâtiment est constitué de quatre tours en forme de livres demi-ouverts autour d'une esplanade de 60 000 mé. Il abrite 10 millions de volumes et propose 3 600 places de lecture. La BNF se place au deuxième rang des plus grandes bibliothèques du monde et son coût de construction s'est élevé à 1,2 milliard d'euros.

### Avril
- 5 avril et 19 avril : première demi-finale de Ligue des champions du Paris Saint Germain Football Club[15].
- 8 avril : manifestation nationale à Paris « pour l'égalité des droits, contre la précarité et les exclusions » et pour l'augmentation des minima sociaux (à l'appel de AC! et Droits devant !!)[16].
- 19 avril : meurtre raciste au Havre ; Imad Bouhoud, 19 ans, est jeté dans le port du Havre par des skinheads[17],[18].
- 20 avril : transfert des cendres de Pierre et Marie Curie au Panthéon de Paris[19].
- 23 avril : premier tour de l'élection présidentielle[4].

### Mai
- 7 mai : élection de Jacques Chirac à la présidence de la République française (52,8 %) contre Lionel Jospin[4].
- 11 mai : démission d’Édouard Balladur[20].
- 17 mai : investiture de Jacques Chirac ; Alain Juppé est nommé au poste de Premier ministre[4].
- 21 mai : l'équipe de France de Handball est championne du monde en Islande. Ce titre mondial est le premier remporté par une équipe française dans un sport collectif[21].
- 22 mai : Jean Tiberi remplace Jacques Chirac, élu Président de la République, au poste de maire de Paris[22].

### Juin
- 11 juin : premier tour des élections municipales[4]. La droite (RPR-UDF) l'emporte avec 53,80 % des voix face à la gauche (PS-PCF-MDC-Radical) qui totalise 40,10 %. Le FN n'obtient que 3,90 %, les divers mouvements écologistes dont les Verts 1,03 % et l'extrême gauche (PT-LO-LCR) 0,74 %.
- 13 juin : annonce de la reprise des essais nucléaires français par Jacques Chirac[4].
- 15 juin : l'archevêque de Paris, Jean-Marie Lustiger est élu à l'Académie française[23].
- 18 juin : second tour des élections municipales[4]. Les résultats confirment la tendance du premier tour le 11 juin. La droite occupe 312 678 sièges de conseillers municipaux contre 191 555 pour la gauche. Les écologistes détiennent 1 779 sièges, le FN 1 249, l'extrême gauche 642 et les régionalistes 424.

### Juillet
- 3 juillet : les membres de la branche lyonnaise d'Action directe sont condamnés par la cour d'assises spéciale de Paris, composée uniquement de magistrats, à 30 ans de réclusion criminelle[24].
- 11 juillet : assassinat à Paris du Cheikh Abdelbaki Sahraoui. Imam dans une mosquée de la rue Myrha dans le 18e arrondissement ; il est membre fondateur du FIS, mouvement islamiste en guerre contre le pouvoir militaire algérien[25].
- 16 juillet : discours de Jacques Chirac prononcé lors des commémorations de la Rafle du Vélodrome d'Hiver. Il reconnait la responsabilité de l’État français dans la déportation des Juifs[4].
- 25 juillet : attentat meurtrier (8 morts et 92 blessés) à la station RER Saint-Michel, commis par des islamistes algériens ; début d'une vague d'attentats[4]. Jean-Louis Debré, alors ministre de l'intérieur, annonce la réactivation du plan Vigipirate[26].
- 31 juillet : le Parlement français adopte la révision constitutionnelle portant sur l'extension du champ d'application du référendum, l'instauration d'une session parlementaire unique de neuf mois pour les deux assemblées et la réduction de l'immunité des députés et des sénateurs[27].

### Août
- 4 août : loi instituant le contrat initiative-emploi (CIP) destiné aux chômeurs de longue durée[8].
- 17 août :
  - attentat place de l'Étoile à Paris. 17 blessés[28].
  - le gouvernement interdit la publication du livre blanc sur la répression en Algérie publié par le Comité algérien des militants libres de la dignité humaine et des droits de l'homme[29].
- 25 août : démission d'Alain Madelin, ministre du Budget après ses déclarations sur les privilèges des fonctionnaires[4].
- 26 août : découverte d'une bombe sur la ligne du TGV Sud-Est près de Lyon[28].
- 31 août : fin de la démolition de la statue de Gargantua au parc d'attractions Mirapolis[30].

### Septembre
- 3 septembre : attentat manqué sur le marché parisien du boulevard Richard-Lenoir ; quatre blessés[31].
- 4 septembre : tentative d'attentat dans les toilettes publiques de la place Charles-Vallin à Paris[32].
- 5 septembre : reprise des essais nucléaires à Moruroa. Six tirs sont effectués jusqu'au 27 janvier 1996[33].
- 7 septembre : attentat à la voiture piégée contre une école juive de Villeurbanne ; 14 blessés[32].
- 8 septembre : le ministre de l'intérieur, Jean-Louis Debré réactive le plan Vigipirate[24]. Suspension provisoire des accords de Schengen entrés en vigueur quelques mois plus tôt.
- 12 septembre : présentation de la Peugeot 406 au Salon de l'automobile de Francfort, commercialisée le 19 octobre[34].
- 23 septembre : Éric Borel, seize ans, assassine trois membres de sa famille à Solliès-Pont dans l'arrondissement de Toulon puis  tue douze personnes et en blesse cinq autres à village de Cuers avant de se suicider[35].
- 29 septembre : le terroriste Khaled Kelkal est abattu près de Lyon[28].

### Octobre
- 3-6 octobre : opération Azalée, opération militaire française réalisée aux Comores visant à soumettre le mercenaire français Bob Denard après une tentative de coup d'État.
- 6 octobre : attentat de l'avenue d'Italie à Paris, à proximité du métro Maison Blanche ; treize blessés[31].
- 9 octobre : début d'un mouvement de grève des étudiants à Rouen qui réclament plus de moyens pour l'Université. La grève dure jusqu'aux vacances de Noël[36].
- 10 octobre : grève générale unitaire de la fonction publique contre le gel des salaires[8].
- 17 octobre :
  - attentat terroriste à Paris entre les stations RER du musée d'Orsay et Saint-Michel ; vingt-neuf blessés[31].
  - Jeanne Calment, à cent vingt ans et deux cent trente-huit jours, devient la personne la plus âgée ayant jamais vécu[37].
- 26 octobre : Jacques Chirac annonce à la télévision une politique économique de rigueur[4].
- 30 octobre : accord syndical interprofessionnel sur la Sécurité sociale interrompu le 15 novembre[8].

### Novembre
- 7 novembre : remaniement ministériel en France, dit le second gouvernement Juppé[4].
- 15 novembre : annonce du « plan Juppé » de réforme de la Sécurité sociale[38]. Dans les jours qui suivent commence un mouvement social de grande ampleur qui va aboutir à l'abandon du plan par le premier ministre Alain Juppé.
- 18 novembre : lancement de la Renault Mégane.
- 24 novembre : début d'une grève des cheminots[38]. Elle évolue vers une vaste mouvement social contre la politique du gouvernement, avec une grève totale de la fonction publique jusqu'au 18 décembre[4].
- 25 novembre : le CDS devient la Force démocrate (FD)[24].

### Décembre
- 5 décembre :  le ministre des Affaires étrangères Hervé de Charette annonce à Bruxelles que la France reprendra sa place au Comité militaire et au Conseil des ministres de la Défense de l'OTAN[39].
- 23 décembre : découverte dans le Vercors du suicide collectif de seize adeptes de l'Ordre du Temple solaire, 13 adultes et 3 enfants[24].
- 21 décembre : sommet social à Matignon, concluant un mois d'agitation sociale en France[24].

## Décès en 1995
- 25 février : Claude Joseph, comédien et voix de Charlie le coq et Sam le pirate dans les Looney Tunes. (° 22 octobre 1926)
- 10 avril : Mohamed Zinet, acteur et réalisateur (° 16 janvier 1932).